# Strażnica WOP Soblówka
Strażnica Wojsk Ochrony Pogranicza Glinka/Sobolówka/Soblówka – zlikwidowany podstawowy pododdział Wojsk Ochrony Pogranicza pełniący służbę graniczną na granicy polsko-czechosłowackiej.

Strażnica Straży Granicznej w Soblówce – zlikwidowana graniczna jednostka organizacyjna Straży Granicznej realizująca zadania bezpośrednio w ochronie granicy państwowej z Czechosłowacją/Republiką Słowacką.

## Formowanie i zmiany organizacyjne
W październiku 1945 tereny przyszłej strażnicy WOP Soblówka ochraniały pododdziały 14 Kołobrzeskiego pułku piechoty.
Strażnica została sformowana w 1945 w strukturze 43 komendy odcinka jako 197 strażnica WOP (Glinka) o stanie 56 żołnierzy. Kierownictwo strażnicy stanowili: komendant strażnicy, zastępca komendanta do spraw polityczno-wychowawczych i zastępca do spraw zwiadu. Strażnica składała się z dwóch drużyn strzeleckich, drużyny fizylierów, drużyny łączności i gospodarczej. Etat przewidywał także instruktora do tresury psów służbowych oraz instruktora sanitarnego.
W związku z reorganizacją oddziałów WOP 24 kwietnia 1948, strażnica została włączona w struktury 57 batalionu Ochrony Pogranicza, a 1 stycznia 1951 34 batalionu WOP w Żywcu.
Od 15 marca 1954 wprowadzono nową numerację strażnic, a strażnica WOP Soblówka II kategorii otrzymała nr 202 w skali kraju.
W 1956 rozpoczęto numerowanie strażnic na poziomie brygady. Strażnica II kategorii Soblówka była 16 w 3 Brygadzie Wojsk Ochrony Pogranicza.
1 stycznia 1960 była jako 7 strażnica WOP III kategorii Soblówka.
W 1963 przeniesiono strażnicę III kategorii Soblówka do kategorii IV.
1 stycznia 1964 była jako 3 strażnica WOP lądowa Soblówka.
W 1976, w związku z przejściem na dwuszczeblowy system dowodzenia, strażnicę podporządkowano bezpośrednio pod sztab Górnośląskiej Brygady WOP w Gliwicach.
13 grudnia 1981 po wprowadzeniu stanu wojennego na terytorium kraju, dowódca GB WOP wewnętrznym rozkazem w miejscu stacjonowania poszczególnych batalionów, utworzył tzw. „wysunięte stanowiska dowodzenia” (zalążek przyszłych batalionów granicznych), którym podporządkował strażnice znajdujące się na odcinkach dawnych batalionów granicznych. Brygada wykonywała zadania ochrony granicy i bezpieczeństwa państwa wynikające z dekretu o wprowadzeniu stanu wojennego.
W drugiej połowie 1984 Strażnica WOP Soblówka została włączona w struktury batalionu granicznego WOP Żywiec, a od października 1989 batalionu granicznego WOP Cieszyn i tak funkcjonowała do 15 maja 1991 jako strażnica kadrowa na czas „P”.
Straż Graniczna:
15 maja 1991 po rozwiązaniu Wojsk Ochrony Pogranicza, 16 maja 1991 przejęta przez Beskidzki Oddział Straży Granicznej w Cieszynie i przyjęła nazwę Strażnica Straży Granicznej w Soblówce (Strażnica SG w Soblówce).
1 grudnia 1998 Decyzją nr 34 Komendanta Głównego Straży Granicznej z dnia 5 sierpnia 1998, Strażnica SG w Soblówce włączona została w struktury Karpackiego Oddziału Straży Granicznej w Nowym Sączu.
W wyniku rozpoczętej od 2000 reorganizacji struktur Straży Granicznej związanej z przygotowaniem Polski do wstąpienia, do Unii Europejskiej i przystąpieniem do Traktatu z Schengen, wprowadzono kompleksową ochronę granicy już na najniższym szczeblu organizacyjnym tj. strażnica i graniczna placówka kontrolna. Wprowadzona całościowa ochrona granicy zniosła podział na graniczne jednostki organizacyjne ochraniające tylko tzw. „zieloną granicę” i prowadzące tylko kontrole ruchu granicznego. W wyniku tego, w 2005 Strażnica SG w Soblówce została zlikwidowana . Ochraniany przez strażnicę odcinek granicy państwowej, przejęła Graniczna Placówka Kontrolna Straży Granicznej w Korbielowie (GPK SG w Korbielowie). Obecnie w obiektach byłej strażnicy funkcjonuje szkolne schronisko młodzieżowe.

## Ochrona granicy
Od 1947 załoga strażnicy wykonywała kontrolę graniczną i celną osób, towarów oraz środków transportu:
- Przejściowy Punkt Kontrolny MRG Glinka.

W 1960 7 strażnica WOP Soblówka III kategorii ochraniała odcinek granicy państwowej o długości 22250 m:
- Włącznie znak graniczny nr III/117, wyłącznie znak gran. nr III/154.

W kwietniu 1963 w obiekcie Strażnicy WOP Rycerka wybuchł pożar. W związku z tym d-ca 3 Karpackiej Brygady WOP skrócił ochraniany przez strażnicę odcinek granicy państwowej do 12 km, a pozostałą część odcinka przejęły strażnice WOP: Soblówka i Zwardoń.
W 1986 ochraniała odcinek granicy o długości 31280 m.
- Główny wysiłek w służbie skupiała na kierunku Rajcza–Złatna–Huta.
- W ochronie granicy dowódcy strażnicy ściśle współpracowali ze swoimi odpowiednikami tj. naczelnikami placówek OSH (Ochrana Statnich Hranic) CSRS.

Straż Graniczna:
6 grudnia 1996 na odcinku strażnicy zostało uruchomione przejście graniczne małego ruchu granicznego (mrg), w którym kontrolę graniczną i celną osób, towarów oraz środków transportu wykonywała załoga strażnicy:
- Ujsoły-Novoť.

7 stycznia 2005 na odcinku strażnicy zostało uruchomione drogowe przejście graniczne, w którym kontrolę graniczną osób, towarów i środków transportu wykonywała załoga Granicznej Placówki Kontrolnej Straży Granicznej w Korbielowie:
- Ujsoły-Novoť.

## Wydarzenia
- 1956 – koniec czerwca, początek lipca w okresie tzw. „Wypadków poznańskich”, przy linii granicznej i w strefie działania, odnajdywano pakunki zawierające ulotki z tzw. „bibułą”, przytwierdzone do balonów leżących na ziemi[14]. W związku z masowością zjawiska, żołnierze otrzymali zezwolenie na użycie broni, celem zestrzelenia nisko przelatujących balonów (nawet jeśli znajdowały się na terytorium czechosłowackim, ale w zasięgu ognia – to samo czynili pogranicznicy czechosłowaccy)[15].
- 13 grudnia 1981–22 lipca 1983 – (stan wojenny w Polsce), normę służby granicznej dla żołnierzy podwyższono z 8 do 12 godzin na dobę. Ścisłą kontrolą objęto całą strefę nadgraniczną, zamknięte zostały szlaki turystyczne. W stan gotowości były postawione pododdziały odwodowe[16].

## Sąsiednie graniczne  jednostki organizacyjne
- 196 strażnica WOP Złatna ⇔ 198 strażnica WOP Kolonia – 1946
- 201 strażnica WOP Złatna ⇔ 203 strażnica WOP Rycerka – 1954
- 15 strażnica WOP Złatna II kategorii ⇔ 17 strażnica WOP Rycerka I kategorii – 1956
- 8 strażnica WOP Korbielów III kategorii ⇔ 6 strażnica WOP Rycerka III kategorii – 01.01.1960
- 4 strażnica WOP Korbielów lądowa I kategorii ⇔ 2 placówka WOP Rycerka lądowa III kategorii – 01.01.1964
- Placówka WOP Korbielów ⇔ Placówka WOP Rycerka
- Strażnica kadrowa WOP Korbielów ⇔ Strażnica kadrowa WOP Rycerka – do 15.05.1991

Straż Graniczna:
- Strażnica SG w Korbielowie ⇔ Strażnica SG w Rycerce – 16.05.1991–01.01.2003
- GPK SG w Korbielowie ⇔ Strażnica SG w Rycerce – 02.01.2003–15.09.2004
- GPK SG w Korbielowie ⇔ GPK SG w Zwardoniu – 16.09.2004–2005.

## Komendanci/dowódcy strażnicy
- por. Tadeusz Sosiński (był w 1946)[17]
- kpt. Zbigniew Binek (był w 1976)[18]
- kpt. Mikołaj Jakoniuk (1976–1978)
- por./kpt. Stanisław Szostak (1978–1986)
- por. Włodzimierz Binek (1986–1988)
- st. sierż. Andrzej Kocoń p.o. (był w 1988)
- ppor. Jan Sawoś[11] (01.04.1989[19]–15.05.1990).

Komendanci strażnicy SG:
- mjr SG Krzysztof Praciak[20].